# Himmelchen (Ahr)

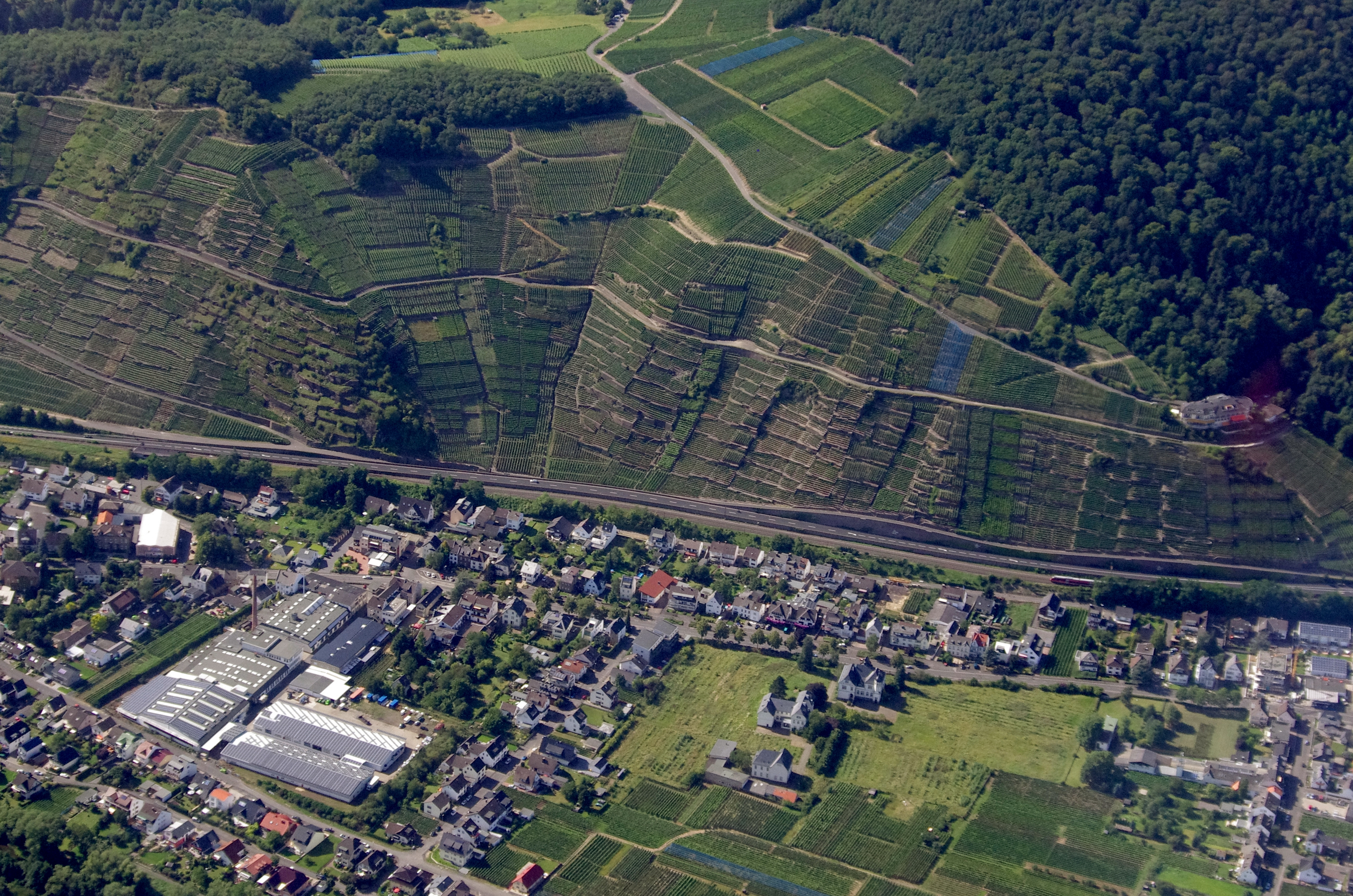
Walporzheimer Weinbau, unten das Himmelchen

Das Himmelchen, auch Walporzheimer Himmelchen, ist eine Einzellage im Bad Neuenahr-Ahrweiler Stadtteil Walporzheim im deutschen Weinbaugebiet Ahr. Sie ist Teil der Großlage Klosterberg im Bereich Walporzheim/Ahrtal.

## Lage
Das Himmelchen ist die einzige Lage in Walporzheim, die beidseitig der Ahr Weinstöcke aufweist. Sie liegt in Tallage auf ca. 110 Meter Höhe. Der Boden besteht überwiegend aus schwach steinigen sandigem Lehm und Kies. Hauptsächlich wird die Rebsorte Spätburgunder angebaut. Die bestockte Fläche ist 9,7 Hektar auf. Ehemalig war die Lage in den Ahr-Terrassen beheimatet. Seit 1971 liegt es in der Ebene zwischen Walporzheim und Ahrweiler. 2017 wurden der Teil der Lage Domlay im Bereich Heckenbachtal dem Himmelchen zugeordnet.